# Polydora aura
Polydora aura är en ringmaskart som beskrevs av Sato-Okoshi 1998. Polydora aura ingår i släktet Polydora och familjen Spionidae. Inga underarter finns listade i Catalogue of Life.